# Goleador (caramelle)
Goleador è un marchio commerciale della Perfetti Van Melle, ideato nel 1980 da Gioacchino Gelco imprenditore abruzzese. Il prodotto rientra tra le caramella gommose, contiene: Sciroppo di glucosio, Zucchero, Gelatina alimentare.
La produzione avviene a Castellalto piccolo centro in Provincia di Teramo.